# Un mundo maravilloso
Un mundo maravilloso (también conocida como Un hombre ejemplar) es una película mexicana dirigida por el cineasta Luis Estrada y estrenada en México en marzo de 2006.

## Sinopsis
En un futuro fantástico, en México, se dice que la guerra contra los pobres y el hambre se terminó. Juan Pérez es un hombre humilde que vive enamorado de una mujer de igual posición económica llamada Rosita, a quien promete darle una mejor vida al brindarle lo que no pudo tener: un carro, una casa y una familia. 
Juan Pérez, al subir a  una torre de oficinas en el World Financial Center para pasar la noche bajo un techo, hace que su vida gire de forma radical cuando escucha que el encargado de limpieza entra a la oficina. En un intento por salir a través de la ventana, ésta le es cerrada y todos piensan que se quiere suicidar. 
El periódico El Mercurio exagera dicha situación publicando que es un intento de suicidio para protestar en contra de la pobreza, para que así el Estado haga algo al respecto, resultando como responsable el Secretario de Economía, quien decide buscar a Juan para callarlo a través de sobornos, llevándolo hacia un mundo de engaños y utopías, haciéndole creer que su vida ya está en un mejor estado socioeconómico. Sin embargo, a medida que pasa el tiempo, se van juntando más problemas que aumentan cuando varias personas de clase baja comienzan a pretender suicidarse para tener la vida que Juan Pérez tiene.

## Elenco
- Damián Alcázar .... Juan Pérez
- Cecilia Suárez .... Rosita
- Ernesto Gómez Cruz .... Compadre Filemón
- Jesús Ochoa .... El Tamal
- Silverio Palacios .... El Azteca
- Antonio Serrano .... Ministro de Economía
- Jorge Zárate .... Secretario Particular
- José María Yazpik .... Asesor Financiero
- Plutarco Haza .... Asesor Político
- Raúl Méndez .... Asesor de Imagen
- Pedro Armendáriz Jr. .... Director del Periódico "El Mercurio"
- Carmen Beato .... La Nena
- Guillermo Gil .... Papá Cara de Rata
- Diego Jáuregui .... Jefe de Redacción
- Carlos Arau .... Joven Reportero
- Rodrigo Murray .... Papá Ejemplar
- Alex Cox .... Maestro de Ceremonias
- Cecilia Tijerina .... Mamá Ejemplar
- Max Kerlow .... Sacerdote
- Angelina Peláez .... Mari
- Marina de Tavira .... Enfermera Guapa
- María Rojo .... Comadre Chismosa 1
- Leticia Huijara .... Comadre Chismosa 2
- Alejandra Barrales .... Comadre Chismosa 3
- Larry Silverman .... Doctor Goldberg
- Juan Carlos Remolina .... Hombre de Traje
- Rodrigo Vázquez .... Reportero Nota Roja 1
- Martín Zapata .... Reportero Nota Roja 2
- Noé Alvarado .... Reportero Nota Roja 3
- Carmen Madrid .... Reportera Económica
- Martín Altomaro .... Reportero Económico
- Mauricio Castillo Alvarez .... Jefe de Nacionales
- Alfonso (Poncho) Figueroa .... Joven Globalifóbico
- Joaquín Cosio .... Vagabundo
- Osvaldo Benavides .... Curioso
- Fabiana Perzabal .... Curiosa
- Gabriela de la Garza .... Secretaria del Ministro
- Gustavo Sánchez Parra .... Camillero 1
- Mario Zaragoza .... Camillero 2
- José Antonio Barón .... Cura Boda
- Javier Zaragoza .... Ministerio Público
- Guillermo Larrea .... Joven Cura
- Raúl Santamarina .... Policía
- Justo Martínez González .... Sargento
- Marco Treviño .... Jefe de Bomberos
- Luis Fernando Zárate .... Jefe de Policiales
- Fermín Martínez .... Policía WFC
- Germán Fabregat .... Contador
- Dagoberto Gama .... Guardia Mansión 1
- Gerardo Trejo Luna ... Guardia Mansión 2
- Diego Luna.... Reportero Estocolmo
- Diego M .... El Feo
- Diego Luna .... Reportero Carlos Guadarrama (sin crédito)